# Hoya pubens
Hoya pubens är en oleanderväxtart som beskrevs av Julien Noël Costantin. Hoya pubens ingår i släktet Hoya och familjen oleanderväxter. Inga underarter finns listade i Catalogue of Life.